# Jerry Spinelli
Jerry Spinelli (Norristown, Pennsylvania, 1941. február 1. –) amerikai gyermekkönyvíró, könyveit főként tinédzserek és fiatal felnőttek számára írta. A legismertebb a Maniac Magee és a Wringer című regénye. Jelenleg a pennsylvaniai Phoenixville-ben él.

## Pályafutása
16 éves korában a sportok iránti szeretete ösztönözte arra, hogy verset írjon egy verset a legutóbbi futball győzelméről. Ez később az apja a tudtán kívül kiadatta a helyi újságban. Ekkor döntött úgy, hogy első osztályú focista helyett író lesz.
Ez idő alatt Jerry a Gettysburg főiskolán idejét novellák írásával töltötte. Ő volt a szerkesztője a főiskolai irodalmi magazinnak is. 1963-ban a Morgan főiskolán diplomázott le. Az MA diplomáját 1964-ben szerezte a Johns Hopkins Egyetemen. Lediplomázása Ezután író és egy áruházi magazin szerkesztője lett. A következő húsz évben napközben a hétköznapi munkahelyén dolgozott, szabadidejében azonban volt energiája kitalált történeteket írni. Önmagát az írásban találta meg, amit ebédszünetekben, hétvégeken és vacsora után végzett.
1977-ben feleségül vette Eileen Mesi-t, aki szintén gyerekeknek szóló könyveket írt. 6 gyermekük, és 21 unokájuk született.
Az első négy regényét felnőtteknek írta, de mindet elutasították. Az ötödik könyvét is felnőtteknek írta, mégis ez vált az első gyerekeknek szóló könyvévé. A címe Space Station Seventh Grade volt, 1982-ben jelent meg először.

## Munkái
- Space Station Seventh Grade	 (1982)
- Who Put That Hair on my Toothbrush	(1984)
- Jason and Marceline	 (1986)
- Night of the Whale	 (1988)
- Dump Days	 (1991)
- Maniac Magee	 (1990 – 1991 Newbery Award)
- The Bathwater Gang	 (1990)
- Hallie Jefferys Life	 (1991)
- Fourth Grade Rats	 (1991)
- Report to the Principal’s Office	(1991)
- There's a Girl in My Hammerlock	(1991)
- Do the Funky Pickle	 (1992)
- Who Ran My Underwear Up the Flagpole?	(1992)
- The Bathwater Gang Gets Down to Business (1992)
- Picklemania	 (1993)
- Tooter Pepperday	 (1996)
- Crash (1996) – magyarul: DumDum, az ász, ford. Urbán Erika, A. Katona Ildikó, ill. Komlódi Judit, Minerva Nova, Szeged, 2003.
- The Library Card	 (1997)
- Wringer	 (1997 – 1998 Newbery Honor)
- Blue Ribbon Blues: A Tooter Tale	(1998)
- Knots in My Yo-Yo String	 (1998)
- Stargirl	 (2000) – magyarul: Stargirl, ford. Borbás Mária, ill. Komlódi Judit, Könyvmolyképző Kiadó, Szeged, 2004.
- Loser	 (2002)
- Love, Stargirl	 (2007)
- Milkweed: A Novel	 (2003)
- My Daddy and Me	 (2006)
- Eggs	 (2007)
- Smiles to Go	 (2008)
- I Can Be Anything!	 (2010)
- "Jake and Lilly"	 (2012)
- Third Grade Angels (2012)
- "Hokey Pokey" (2013)
- Mama Seeton’s Whistle (2015)
- The Warden's Daughter (2017)

## Magyarul
- DumDum, az ász; ford. Urbán Erika, A. Katona Ildikó; Minerva Nova, Szeged, 2003 (Jonatán modern könyvtára)
- Stargirl; ford. Borbás Mária; Könyvmolyképző, Szeged, 2004 (Jonatán modern könyvtára)

## Érdekességek
- Eredetileg nem akart könyveket írni, még csak olvasni sem szeretett.
- Kiskorában hógolyózással, jojó-bűvöléssel, csillagleséssel és a profi baseball-ligába való készülődéssel töltötte az idejét.
- Fiatal korában öt különböző sportot űzött, többek között amerikai futballt, atlétikát és kosárlabdát.